# Neu-Ulm
Neu-Ulm é uma cidade no oeste do estado alemão da Baviera (margem direita do rio Danúbio), que constitui neste segmento a fronteira geográfica entre os estados federais da Baviera e Baden-Würtemberg. 
Tem cerca de 50 mil habitantes e constitui uma das 23 regiões urbanas (Oberzentren) da Baviera. Constitui com a cidade-gémea de Ulm um grande centro urbano.

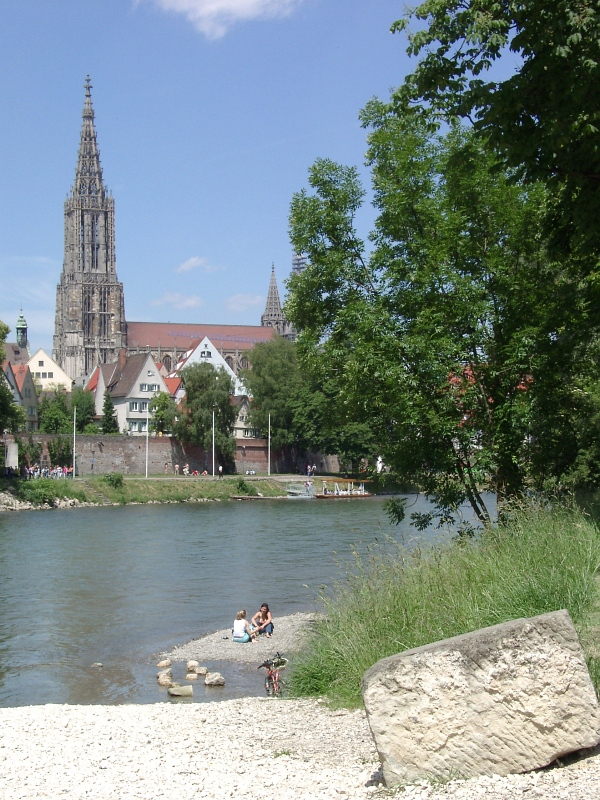
O rio Danúbio